# Troszyn Polski
Troszyn Polski – wieś w Polsce położona w województwie mazowieckim, w powiecie płockim, w gminie Gąbin.
Wieś wchodzi w skład sołectwa Borki.
W latach 1975–1998 miejscowość administracyjnie należała do województwa płockiego.
W miejscowości znajduje się zabytkowy drewniany kościół pw. św. Leonarda z 1636 oraz cmentarz rzymskokatolicki z połowy XIX wieku. Kościół znajduje się na Pętli Warszawskiej Zachodniej szlaku krajoznawczego Drewniane Skarby Mazowsza.
Podczas powodzi 23 maja 2010 doszło do przerwania wału przeciwpowodziowego na Wiśle w Świniarach. Cała miejscowość została zalana, a jej mieszkańcy ewakuowani.